# Torbay (Western Australia)
Torbay ist ein kleiner Ort im australischen Bundesstaat Western Australia. Es liegt etwa 22 Kilometer von Albany und etwa 28 Kilometer von Denmark entfernt. Der Ort liegt im traditionellen Siedlungsgebiet des Aborigines-Stammes der Mineng.

## Geografie
Torbay liegt am South Coast Highway westlich von Albany und gehört zur LGA City of Albany. Im Westen grenzt die Streusiedlung an Youngs Siding, im Osten an Marbelup und Elleker, im Süden an Kronkup und im Norden an Redmond und Redmond West.
Im Süden hat Torbay etwa drei Kilometer Küste an der Great Australian Bight, welche fast komplett aus Strand besteht. Die beiden Strände von Torbay heißen Perkins Beach und Port Hughes.
Zu Torbay gehört außerdem der Hügel Wilgie Hill, der Bach Unndiup Creek und das Torbay Inlet.

## Bevölkerung
Der Ort Bornholm hatte 2016 eine Bevölkerung von 320 Menschen, davon 52,4 % männlich und 47,6 % weiblich. Darunter sind keine Aborigines oder Torres Strait Islanders.
Das durchschnittliche Alter in Bornholm liegt bei 49 Jahren, 11 Jahre mehr als der australische Durchschnitt von 38 Jahren.